# Amtsbezirk Woyens
Der Amtsbezirk Woyens war ein Amtsbezirk im Kreis Hadersleben in der Provinz Schleswig-Holstein.
Der Amtsbezirk wurde 1889 gebildet und umfasste die folgenden Gemeinden: 
1. Jägerup
2. Maugstrup
3. Simmerstedt
4. Skrydstrup
5. Woyens

1920 wurde der Amtsbezirk aufgelöst und die Gemeinden aufgrund der Volksabstimmung in Schleswig an Dänemark abgetreten.